# A Caribbean Mystery
A Caribbean Mystery (Mistério no Caribe, no Brasil / Mistério nas Caraíbas (1973) ou O Mistério das Caraíbas (2008), em Portugal) é um romance policial de Agatha Christie, publicado em 1964. É protagonizado pela detetive amadora Miss Marple.

## Enredo
Com as despesas pagas por seu sobrinho, Miss Marple vai passar o inverno em uma ilha no Caribe e, quando tudo parecia monotonia, o major Palgrave morre. As suspeitas de Miss Marple eram corretas: ele fora envenenado, provavelmente por saber alguma coisa que deveria permanecer em segredo. Uma grande nuvem negra paira agora sobre a ilha, e Miss Marple se vê investigando o crime junto ao Sr. Rafiel, um velho milionário que acreditou em sua versão, e antes que as próximas vítimas sejam encontradas.